# Elezioni presidenziali in Azerbaigian del 2008
Le elezioni presidenziali in Azerbaigian del 2008 si tennero il 15 ottobre.

## Risultati
| Candidati            | Partiti                                            | Voti      | %     |
| -------------------- | -------------------------------------------------- | --------- | ----- |
| İlham Əliyev         | Partito del Nuovo Azerbaigian                      | 3 232 259 | 88,73 |
| Igbal Aghazade       | Speranza dell'Azerbaigian                          | 104 279   | 2,86  |
| Fazil Mustafayev     | Grande Creazione                                   | 89 985    | 2,47  |
| Gudrat Hasanguliyev  | Partito del Fronte Popolare di Tutto l'Azerbaigian | 83 037    | 2,28  |
| Gulamhuseyn Alibayli | Indipendente                                       | 81 120    | 2,23  |
| Fuad Aliyev          | Liberal Democratici                                | 28 423    | 0,78  |
| Hafiz Hajiyev        | Partito dell'Uguaglianza Moderno                   | 23 771    | 0,65  |
| Totale               | Totale                                             | 3 642 874 | 100   |